# Samuel Norrby
Samuel Johannes Norrby, född 13 november 1906 i  Katarina församling, Stockholm, död 28 november 1955 i Österåkers församling, Stockholms län  var en svensk kulstötare, präst och politiker (folkpartist).

## Familj
Samuel Norrby var son till teologen Johannes Norrby och far till Sören Norrby samt mormors far till skribenten Fanna Ndow Norrby.

## Idrottskarriär
Samuel Norrbys specialitet var kulstötning, men han var även en duktig diskuskastare. Han tävlade dessutom i sprint och hopp – han nådde bland annat 11,4 på 100 meter, 175 cm i höjdhopp, 669 cm i längdhopp och 305 cm i stående längdhopp. Han tävlade för SoIK Hellas fram till och med 1937 och sedan för Stjärnhofs IF.
Han blev fyra i kulstötning vid EM i Turin 1934, vann fem SM i kulstötning och slog det svenska rekordet två gånger. Han var Sverigeetta i kulstötning 1928 (13,95) och 1929 (14,20), men sitt första SM vann han först 1930 med resultatet 13,86. Han fortsatte de kommande åren att vinna SM: 1931 på 14,14 och 1932 på 14,08. År 1933 satte han den 10 augusti svenskt rekord med 15,20, och raderade därmed ut Bertil Janssons rekord på 15,08 från 1927. Den 2 september förbättrade han rekordet till 15,30, ett resultat som skulle stå sig i ett år tills Walfrid Rahmqvist slog det 1934. Detta år vann han SM för fjärde gången, med 15,05. År 1934 deltog han i EM i Turin där han kom fyra med 15,10. Åter vann han SM, denna gång på 15,08.
Samuel Norrby blev 1933 utsedd till Stor grabb nummer 74.

## Kyrklig bana
Norrby avlade teologie kandidatexamen vid Uppsala universitet 1935 och prästvigdes samma år. Han blev stiftsadjunkt i Strängnäs stift 1940 och verkade som komminister i Nacka 1942–1950 innan han blev kyrkoherde i Österåker från 1950 till sin död. Han var idrottssekreterare i Svenska kyrkans diakonistyrelse 1942–1950. Norrby skrev även böcker, bland andra Vasalopp och kyrkmarsch (1943).

## Politisk karriär
Samuel Norrby var aktiv folkpartist och var riksdagsledamot i andra kammaren för Stockholms läns valkrets från 1953 till sin död. I riksdagen var han bland annat suppleant i första lagutskottet.